# Seleção Boliviana de Voleibol Feminino
A seleção boliviana de voleibol feminino é uma equipe sul-americana composta pelas melhores jogadoras de voleibol da Bolívia. A equipe é mantida pela Federação Boliviana de Voleibol (em espanhol: Federación Boliviana de Voleibol). 
Encontra-se na 117ª posição do ranking mundial da FIVB (Federação internacional de Voleibol), em sua categoria principal (seniores), segundo dados atualizados em 21 de outubro de 2018.